# بیل بوور
ویلیام مارش بوور (به انگلیسی: William Marsh Bower) (۱۳ فوریه ۱۹۱۷–۱۰ ژانویه ۲۰۱۱) یک خلبان هواپیما آمریکایی بود. او  سرهنگ نیروی هوایی و جانباز جنگ جهانی دوم بود. بوور از بازماندگان حمله دولیتل بود، اولین  حمله هوایی که خاک ژاپن را مورد هدف قرار داد.